# مجید مظفری
مجید مظفری (زاده ۲۲ بهمن ۱۳۲۹ در تهران) بازیگر و کارگردان سینما و تلویزیون اهل کشور ایران است.

## فعالیت هنری
وی فعالیت حرفه‌ای را از سال ۱۳۵۰ آغاز کرد و یک دوره ۵ ماهه بازیگری را در دانشگاه ون سن پاریس پشت سر گذاشته و برای بازی در فیلم مسافران (بهرام بیضایی) برنده سیمرغ بلورین بهترین بازیگر نقش مکمل مرد و برای بازی در فیلم‌های سگ‌کشی، جنگ نفت‌کش‌ها و سایه‌های هجوم کاندیدای بهترین بازیگر از جشنواره فیلم فجر شد.

## به عنوان بازیگر

### سینمایی
- ۱۳۹۸ کوچه ژاپنی‌ها (امیرحسین ثقفی)
- ۱۳۹۷ عرفان (علیرضا شاه‌حسینی)
- ۱۳۹۴ خوب، بد، جلف (پیمان قاسم‌خانی)
- ۱۳۹۴ ترانه‌های ناتمام (محمودرضا رضایی)
- ۱۳۹۴ کفشهایم کو؟ (کیومرث پوراحمد)
- ۱۳۸۸ زیگزاگ (مجید توکلی)
- ۱۳۸۷ وقتی همه خوابیم (بهرام بیضایی)
- ۱۳۸۶ روی خط صفر (آرش قادری)
- ۱۳۸۴ تقاطع (ابوالحسن داودی)
- ۱۳۸۱ قلب‌های ناآرام (مجید مظفری)
- ۱۳۸۰ بی‌همتا (جهانگیر جهانگیری)
- ۱۳۷۸ سگ کشی (بهرام بیضایی)
- ۱۳۷۸ آسمان پرستاره (حسن قلی‌زاده)
- ۱۳۷۶ جان‌سخت (علی اکبر ثقفی)
- ۱۳۷۵ طوفان (محمدرضا بزرگ‌نیا)
- ۱۳۷۳ آرایش مرگ (افشین شرکت)
- ۱۳۷۲ جنگ نفت‌کش‌ها (محمدرضا بزرگ‌نیا)
- ۱۳۷۲ سه مرد عامی (سیامک تقی پور)
- ۱۳۷۱ سایه‌های هجوم (احمد امینی)
- ۱۳۷۱ بیا با من (مهدی ودادی)
- ۱۳۷۱ تماس شیطانی (حسن قلی‌زاده)
- ۱۳۷۰ مسافران (بهرام بیضایی)
- ۱۳۶۹ راز خنجر (محمدحسین حقیقی)
- ۱۳۶۹ شهر خاکستری (حسن هدایت)
- ۱۳۶۸ فانی (افشین شرکت)
- ۱۳۶۸ ریحانه (علیرضا رییسیان)
- ۱۳۶۸ ساوالان (یدالله صمدی)
- ۱۳۶۷ کشتی آنجلیکا (محمدرضا بزرگ‌نیا)
- ۱۳۶۷ در مسیر تندباد (مسعود جعفری جوزانی)
- ۱۳۶۶ گل مریم (حسن محمدزاده)
- ۱۳۶۵ تشکیلات (منوچهر مصیری)
- ۱۳۶۵ روزهای انتظار (اصغر هاشمی)
- ۱۳۶۴ تیغ و ابریشم (مسعود کیمیایی)
- ۱۳۶۴ آوار (سیروس الوند)
- ۱۳۶۴ تنوره دیو (کیانوش عیاری)
- ۱۳۶۴ یوزپلنگ (ساموئل خاچیکیان)
- ۱۳۶۲ زخمه (خسرو ملکان)
- ۱۳۶۲ عبور از میدان مین (جواد طاهری)
- ۱۳۶۲ تفنگدار (جمشید حیدری)
- ۱۳۵۹ دانه‌های گندم (حسن رفیعی)
- ۱۳۵۸ جنگ اطهر (محمدعلی نجفی)
- ۱۳۵۷ سرخ‌پوست‌ها (غلامحسین لطفی)
- ۱۳۵۴ همسفر (مسعود اسدالهی)
- ۱۳۵۳ زیر پوست شب (فریدون گله)
- ۱۳۵۳ ترکمن (امیر شروان)
- ۱۳۵۳ سازش (محمد متوسلانی)
- ۱۳۵۲ غریبه و مه (بهرام بیضایی)
- ۱۳۵۲ شهر قصه (منوچهر انور)

### تلویزیونی
| سال       | عنوان مجموعه                | سمت              | کارگردان                                  | توضیحات                                                                            |
| --------- | --------------------------- | ---------------- | ----------------------------------------- | ---------------------------------------------------------------------------------- |
| ۱۴۰۲      | محرمانه                     | بازیگر           | محمود معظمی                               | شبکه ۳                                                                             |
| ۱۴۰۰      | هم‌سایه                      | بازیگر           | محمدحسین غضنفری                           | شبکه ۳                                                                             |
| ۱۳۹۹      | ایلدا                       | بازیگر           | راما قویدل                                | شبکه ۱                                                                             |
| ۱۳۸۸      | تله‌فیلم «شاه‌کلید»           | بازیگر تهیه‌کننده | سامان مقدم                                | شبکه ۱                                                                             |
| ۱۳۹۳      | انقلاب زیبا                 | بازیگر           | بهرنگ توفیقی                              | شبکه ۱                                                                             |
| ۱۳۹۳      | سی و نه هفته                | بازیگر           | مرتضی احمدی هرندی                         | شبکه تهران                                                                         |
| ۱۳۹۲      | اولین انتخاب                | بازیگر           | مهدی صباغ‌زاده                             | شبکه تهران                                                                         |
| ۱۳۹۱      | میلیاردر                    | بازیگر           | علی‌رضا امینی                              | شبکه ۱                                                                             |
| ۱۳۹۰      | توطئه فامیلی                | بازیگر           | رامبد جوان                                | شبکه ۱                                                                             |
| ۱۳۸۷      | شب می‌گذرد                   | بازیگر           | راما قویدل                                | شبکه تهران                                                                         |
| ۱۳۸۶      | تله‌فیلم «بعد از روز آخر»    | بازیگر کارگردان  | مجید مظفری                                | در هفتهٔ ناجا از شبکه ۲ پخش شد.                                                     |
| ۱۳۸۵      | تله‌تئاتر «استاد معمار»      | بازیگر           | هادی مرزبان                               | شبکه ۴                                                                             |
| ۱۳۸۵      | تا صبح                      | بازیگر           | مجید جوانمرد محمدعلی باشه‌آهنگر            | این سریال در آغاز «مستانه» نام داشت و از شبکه تهران پخش می‌شد.                      |
| ۱۳۸۷      | معما                        | بازیگر           | مسعود آب‌پرور محمدرضا آهنج حسین قاسمی جامی | شبکه تهران - نویسنده سید سعید رحمانی                                               |
| ۱۳۸۳–۱۳۸۲ | تله‌تئاتر «کالیگولا»         | بازیگر           | قطب‌الدین صادقی                            | شبکه ۴                                                                             |
| ۱۳۸۳      | سایه آفتاب                  | بازیگر           | محمدرضا آهنج                              |                                                                                    |
| ۱۳۸۲      | سرزمین مادری                | بازیگر           | سعید کاشفی                                |                                                                                    |
| ۱۳۸۲      | خانه‌ای در تاریکی            | بازیگر           | سعید سلطانی                               | شبکه ۳                                                                             |
| ۱۳۸۱      | برگه‌های سفید                | بازیگر           | شفیع آقا محمدیان                          |                                                                                    |
| ۱۳۸۱      | سفر سبز                     | بازیگر           | محمدحسین لطیفی                            | شبکه ۳                                                                             |
| ۱۳۸۰–۱۳۷۹ | کریم‌خان زند                 | بازیگر           | محمدرضا ورزی                              | شبکه ۱                                                                             |
| ۱۳۷۷–۱۳۷۹ | روزهای زندگی                | بازیگر           | سیروس مقدم                                | شبکه ۳                                                                             |
| ۱۳۷۷      | میعاد در سپیده‌دم            | بازیگر           | سعید سلطانی                               | شبکه ۳                                                                             |
| ۱۳۷۶      | تله‌تئاتر «خانه‌های اجاره‌ای»  | بازیگر           | محمد رحمانیان                             |                                                                                    |
| ۱۳۷۵–۱۳۷۶ | دومین انفجار                | بازیگر           | نادر مقدس                                 | شبکه ۱                                                                             |
| ۱۳۷۵      | صدای صنوبر                  | بازیگر           | شاپور قریب                                | برنامه کودک و نوجوان شبکه ۲                                                        |
| ۱۳۷۴      | پشت پرده تخت طاووس          | بازیگر           | محمد رحمانیان                             | این مجموعه نمایشی که هر قسمت از آن، داستانِ مستقلی داشت، غیرقابل پخش تشخیص داده شد. |
| ۱۳۷۴      | ستاره قطبی                  | بازیگر           | مسعود آب‌پرور                              | شبکه ۱                                                                             |
| ۱۳۷۳      | تله‌تئاتر «شاهدی برای تعقیب» | بازیگر           | حسن سطحی                                  | کارگردان تلویزیونی: «قاسم شاکری» نویسنده: «آگاتا کریستی» / شبکه ۲                  |
| ۱۳۷۳      | آمیز قلمدون                 | بازیگر           | هادی مرزبان                               | شبکه ۱ / نویسنده: اکبر رادی                                                        |
| ۱۳۷۳–۱۳۷۲ | ضلع ششم                     | بازیگر           | مسعود فروتن                               | شبکه ۱                                                                             |
| ۱۳۷۰      | تله‌تئاتر «تهیدستان»         | بازیگر           | محمد جاوید مهتدی                          | شبکه ۲ / کارگردان تلویزیونی: «مهتاج نجومی»                                         |
| ۱۳۶۷      | بخش چهار جراحی              | بازیگر           | مسعود فروتن                               | نویسنده: منیرو روانی‌پور / شبکه ۲                                                   |
| ۱۳۶۴      | تله‌تئاتر «یک مسافر»         | بازیگر           | مهوش جزایری                               | شبکه ۱ / نویسنده: «جعفر پناهی»                                                     |
| ۱۳۶۴      | جُنگی برای فردا              | کارگردان         | مجید مظفری                                | کارگردان تلویزیونی: «داود جم» از برنامه کودک و نوجوان شبکه ۱ پخش می‌شد.             |
| ۱۳۶۳      | تله‌تئاتر «مرگ دستفروش»      | بازیگر           | اکبر زنجانپور                             | کارگردان تلویزیونی: «علی‌اصغر اوجانی» نویسنده: «آرتور میلر» / شبکه ۲                |
| ۱۳۶۲      | سیم حوت (سوم اسفند)         | بازیگر           | مجید جعفری                                | شبکه ۱ / در نقش «احمدشاه»                                                          |
| ?         | مردی از دنیا                | بازیگر           | عباس جوانمرد                              | هرگز پخش نشد.                                                                      |
| ?         | گرفتار                      | بازیگر           | منصور پورمند                              |                                                                                    |
| ۱۳۵۴      | غریبه                       | بازیگر           | محمدعلی زرندی‌فر                           | نخستین تجربهٔ بازیگری مجید مظفری در تلویزیون                                        |

### شبکه نمایش خانگی
| سال     | نام               | سمت                   | کارگردان      | توضیحات                   |
| ------- | ----------------- | --------------------- | ------------- | ------------------------- |
| ۱۴۰۳–۰۴ | تاسیان            | بازیگر (حضور افتخاری) | تینا پاکروان  | پخش در نمایش خانگی فیلیمو |
| ۱۴۰۳    | جوکر ۲            | بازیکن                | احسان علیخانی | پخش در نمایش خانگی فیلیمو |
| ۱۴۰۰    | شب‌های مافیا       | بازیگر                | سعید ابوطالب  | پخش در شبکه نمایش خانگی   |
| ۱۳۹۷    | سریال نهنگ آبی    | بازیگر                | فریدون جیرانی | پخش در شبکه نمایش خانگی   |
| ۱۳۹۷    | سریال ممنوعه      | بازیگر                | امیر پورکیان  | پخش در شبکه نمایش خانگی   |
| ۱۳۹۳    | تله‌فیلم «چرک‌نویس» | تهیه‌کننده             | علی جناب      | پخش در شبکه نمایش خانگی   |

صداپیشگی
- صداپیشه انیمیشن سینمایی «آخرین داستان» (۱۳۹۶)
- همکاری با استودیو چکاوا

## به عنوان کارگردان
- قلب‌های ناآرام (۱۳۸۱)

## به عنوان تهیه‌کننده
- عرفان (۱۳۹۷)

## جوایز و انتخاب‌ها[۱۳]
| سال  | جایزه                                                 | رده                                     | فیلم         | نتیجه    |
| ---- | ----------------------------------------------------- | --------------------------------------- | ------------ | -------- |
| ۱۳۷۰ | دهمین دوره جشنواره فیلم فجر (مسابقه سینمای ایران)     | سیمرغ بلورین بهترین بازیگر نقش مکمل مرد | مسافران      | برنده    |
| ۱۳۷۱ | یازدهمین دوره جشنواره فیلم فجر (مسابقه سینمای ایران)  | سیمرغ بلورین بهترین بازیگر نقش اول مرد  | سایه‌های هجوم | نامزدشده |
| ۱۳۷۲ | دوازدهمین دوره جشنواره فیلم فجر (مسابقه سینمای ایران) | سیمرغ بلورین بهترین بازیگر نقش اول مرد  | جنگ نفت کش‌ها | نامزدشده |
| ۱۳۷۹ | نوزدهمین دوره جشنواره فیلم فجر (مسابقه سینمای ایران)  | سیمرغ بلورین بهترین بازیگر نقش اول مرد  | سگ کشی       | نامزدشده |